# Metaeuops tibialis
Metaeuops tibialis là một loài bọ cánh cứng trong họ Attelabidae. Loài này được Voss miêu tả khoa học năm 1929.